# District de Shiraoi
Le district de Shiraoi (白老郡, Shiraoi-gun) est un district situé dans la sous-préfecture d'Iburi, au Japon.

## Géographie

### Démographie
Au 31 mars 2015, la population du district de Shiraoi s'élevait à 18 238 habitants répartis sur une superficie de 425,64 km2.

### Divisions administratives
Le district de Shiraoi est constitué d'un unique bourg : Shiraoi.